# 科西莫一世 (托斯卡纳)

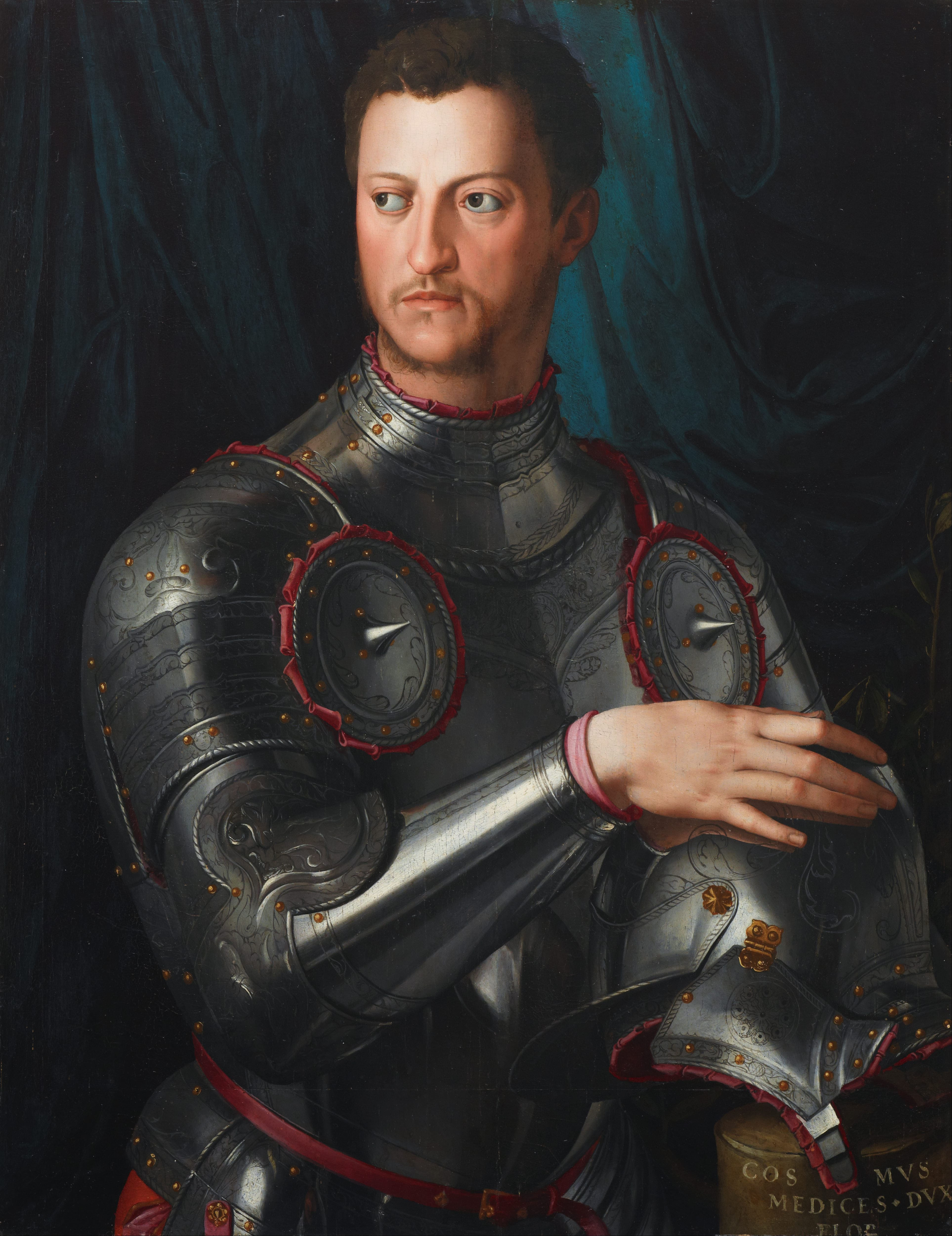
著軍裝的科西莫一世，由布龙齐诺繪製

科西莫一世·德·美第奇 （義大利語：Cosimo I de' Medici，1519年6月12日—1574年4月21日）1537至1574年担任佛罗伦萨公爵，并在1569年担任第一代托斯卡纳大公。他靈巧而堅定的策略使邦國獨立壯大（免為西班牙的傀儡），成為16世紀歐洲最能幹的統治者之一。

## 传记

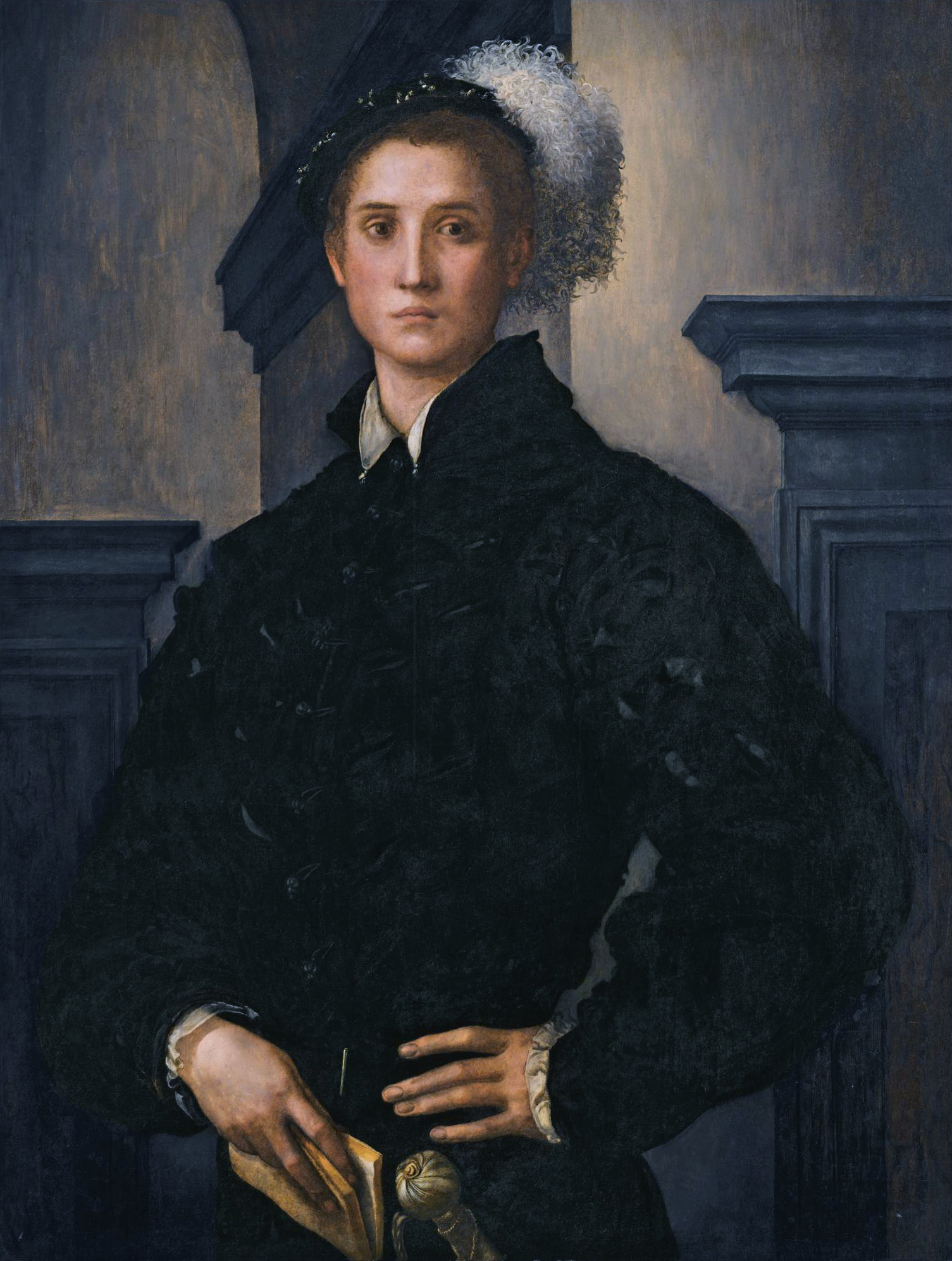
19歲的科西莫一世，1538年由蓬托莫繪製

科西莫生于佛罗伦萨。他的父親是黑條喬凡尼（1498－1526），是當時最為人所知的雇傭兵之一（也是美第奇家族第一位僱傭兵隊長），他率兵勇敢的對抗查理五世的軍隊，被尊為國民英雄；母親是瑪麗亞·薩爾維亞提（1499-1543年，雅可波·薩爾維亞提與盧克蕾齊亞·迪·羅倫佐·德·美第奇之女）。
1537年，公爵亚历山德罗·德·美第奇被暗杀，而公爵只有一个四歲的私生子，在城市顯貴們的推舉及母親瑪麗亞的運作下，17岁的科西莫继承了爵位。科西莫出自于美第奇家族的旁支，在佛罗伦萨毫无声望可言：但是因为他的年龄，许多佛罗伦萨有影响的大人物看中了他，希望能扶植他做傀儡。但是科西莫马上就证明了他的意志坚强、精明并且野心勃勃，他拒绝把权力交给一个代理委员会。
当佛罗伦萨的流放犯听说了亚历山德罗的死讯，他们开始集结力量，并得到了法国和佛罗伦萨的敌对势力的支持。在此期间，科西莫有了一个私生女比亚（1537 - 1542），并请布龙齐诺为她绘制了肖像画。

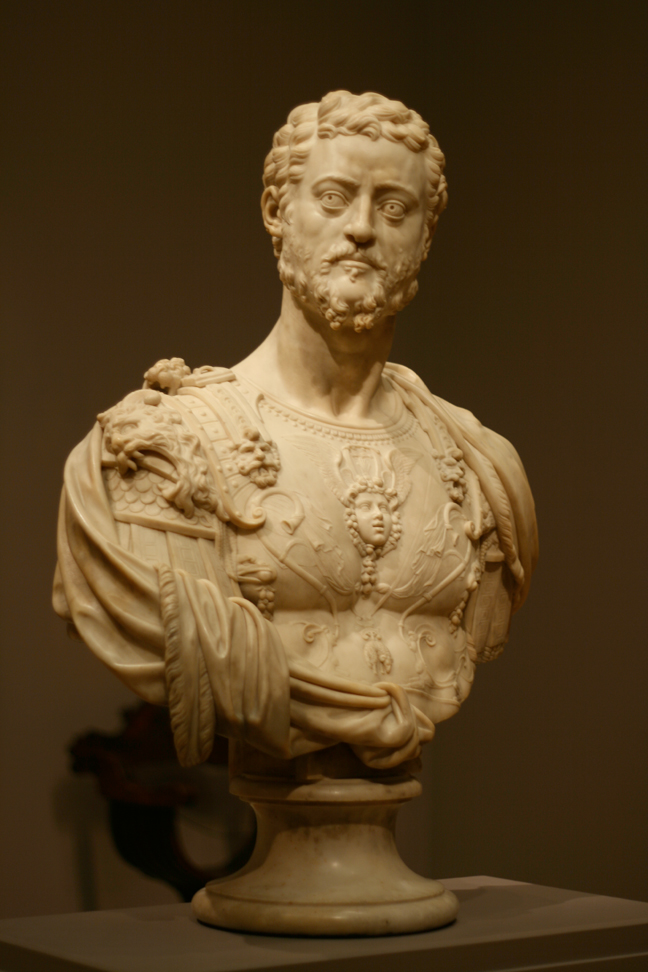
切利尼制作的科西莫半身像

1537年7月底，叛军在佛罗伦萨人萨尔维亚蒂和斯特罗的带领下向塔斯卡尼进军。当科西莫听到叛军到达的消息，他派亚历山德罗·维特利率领精良的部队去迎战。叛军被击败，科西莫迎来了自己人生第一次的胜利，他把俘虏都砍了头。
1537年6月，查理五世承认科西莫为佛罗伦萨的领导，条件是佛罗伦萨要在意大利战争中支持哈布斯堡皇帝对抗法国。从此后美第奇家族一直统治着佛罗伦萨，直到家族的最后一位大公吉安·加斯托内·德·美第奇（1671年-1737年）。
接着，科西莫的目光转向了锡耶纳共和國。在皇帝的支持下，他击败了对手。在15个月的围城后，1555年4月17日，城市陷落，城里的居民从原来的4万减少到8千。1559年，科西莫兼并了锡耶纳、大大拓展了疆土，又在1561年創立聖史蒂芬騎士團，抬升了君主的榮耀及威望。1569年他设立了托斯卡纳大公的头衔。
科西莫是一个專制统治者，他在自己的领地内課以重税，同时却又对赞助艺术毫不吝啬。他花了很多钱去发展佛罗伦萨的海军以及建造军事堡垒，成功讓外國軍隊（指西班牙軍）不再頻繁通過佛羅倫斯、提升國家的自主和尊嚴，並將海軍投入1571年的勒班陀海戰而成為獲勝方（加入西班牙對抗土耳其），再次提升托斯卡纳的國際地位。因为他捐献了很多金钱给查理五世，皇帝特别允许托斯卡纳保留独立性，這在義大利各邦普遍成為西班牙傀儡的情況下，實為異數。同时科西莫也是一个独裁主义者：因为担心有人会被谋害，他雇佣了很多的瑞士雇佣兵。
在他生命的最后10年里，因为2个儿子生疟疾死去，科西莫传位给儿子弗朗切斯科一世，自己在远离佛罗伦萨的别墅中安度晚年，而身心飽受半身不遂與喪失老婆兒子的痛苦折磨。

### 內政成績

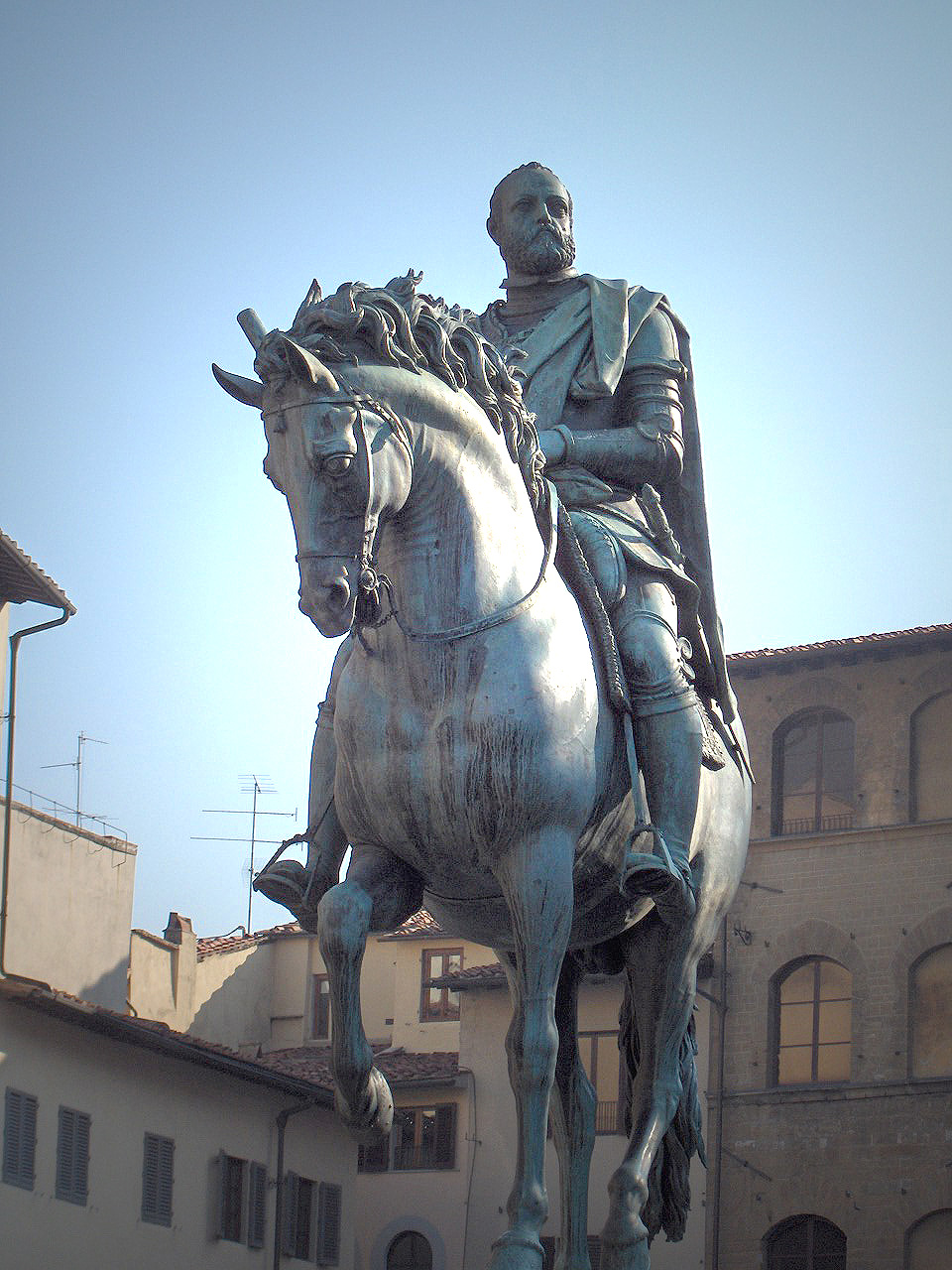
科西莫一世的騎馬雕像

科西莫用智慧和正義將國家治理地井井有條，譬如他鼓勵平民當面向他訴說冤情、親自裁決，為人民伸張正義。而本人雖然專制，也只有在「國家最高利益」危及之時才使用獨斷專行的統治方式，正常情況則維持共和國過去的寡頭體制，由一個最高軍政長官和九位德高望重的顯貴長者組成執政團（任期兩個月），以及36人議會和90人大議會（議員任期皆半年）共同治理國政，很大程度尊重了過去榮耀、自信的共和傳統。
大公也嚴加保障人民的公共安全，鞭策警察和小吏奉公盡職，並對宗教嚴加監管，既抗拒新教教士與勢力的滲透，也成功擋住了教宗和西班牙代表的天主教激進力量干預本國的教會事務，譬如派官員監管羅馬宗教裁判所在本國的審判，避免反宗教改革的高壓力量扼殺了文藝復興在佛羅倫斯的活力。在財經方面，科西莫清除債務、重建良好的財政體系，修建渠道、疏乾沼澤地，改善里窩那和波托費拉約港的運輸和海防，幫助比薩脫離蕭條的經濟並重新繁榮；但他最大的功績，是首都佛羅倫斯的都市改建與美化成果。

### 科西莫和艺术
他的成就里面也包括创立了乌菲兹美术馆，本来只是为了能安置政府工作人员，现在却已成了世界著名的美术馆。他也为美第奇家族建造了皮蒂宫，在皮蒂宫的背后又建造了华丽的波波里庭院。他是著名的艺术赞助者，曾赞助过包括有瓦萨里、切利尼、蓬托莫（Pontormo）、布龙齐诺，设计师巴尔达萨雷·兰昔（Baldassarre Lanci），历史学家斯皮翁·阿米雷托（Scipione Ammirato）、贝尼狄托·瓦尔奇（Benedetto Varchi）。
1598年詹波隆那制作了一个巨型的科西莫一世骑马像，直到现在还矗立在佛罗伦萨主要的广场领主广场上。
科西莫也热衷于炼金术，这种激情遗传自他的祖母卡特琳娜·斯福爾扎。

## 婚姻和家庭

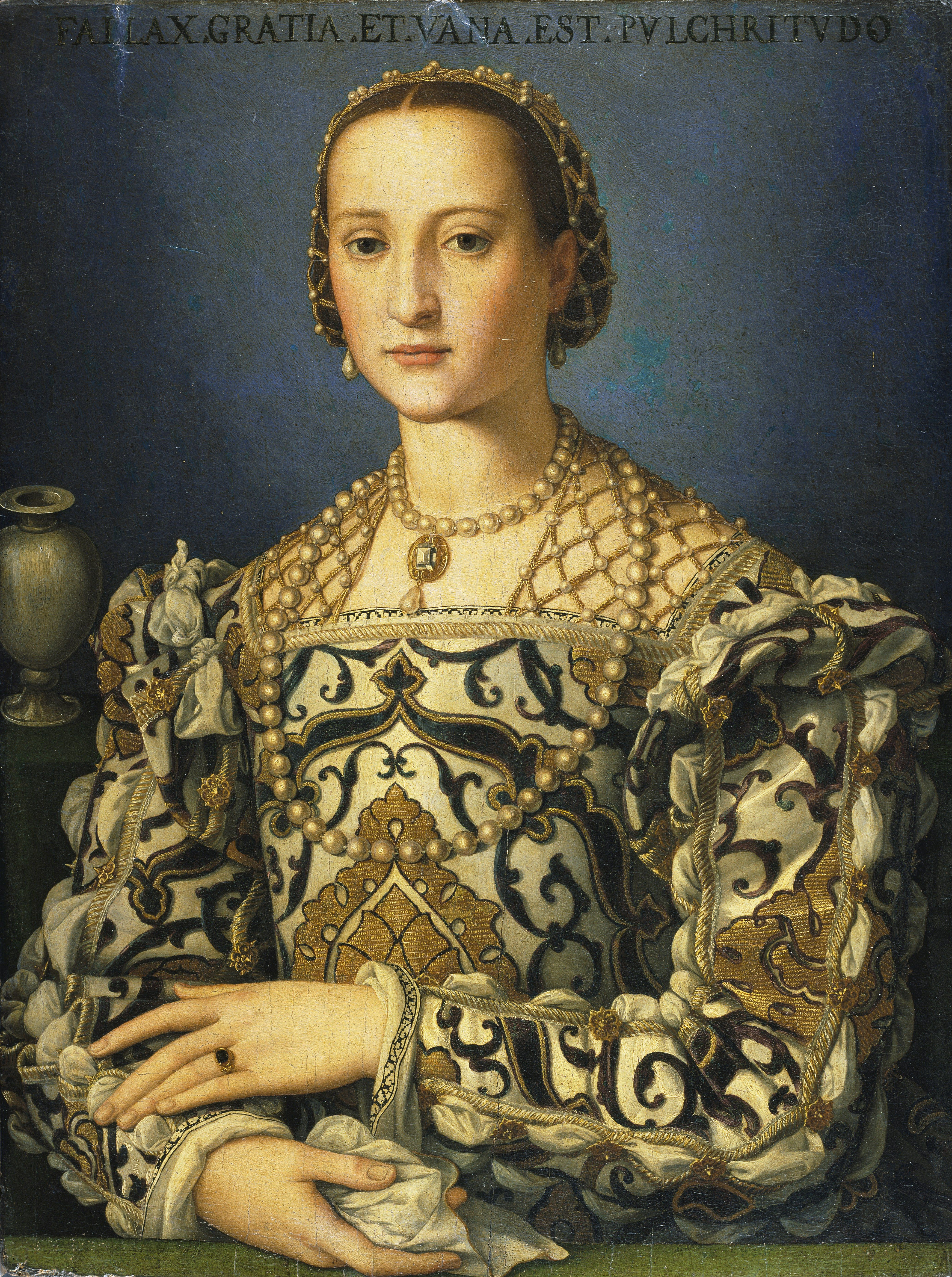
托斯卡纳大公夫人托莱多的埃利诺拉，1549年为美第奇家族购买了皮蒂宫

1539年，科西莫和那不勒斯总督之女托莱多的埃利诺拉（1522年－1562年）结婚。她为美第奇家族带来了皮蒂宫以及七个儿子，这样就保证了家族的血统得以延续。1562年，在比萨旅行期间，她和两个儿子因为感染疟疾一起死去。
科西莫的子女有：
| 名字                | 生卒日期                      | 備註                                   |
| ------------------- | ----------------------------- | -------------------------------------- |
| 玛丽亚              | 1540年4月3日－1557年11月19日  |                                        |
| 弗朗切斯科          | 1541年3月25日－1587年10月19日 |                                        |
| 伊莎贝拉            | 1542年8月31日－1576年7月16日  | 因为不贞被丈夫杀死                     |
| 若望                | 1543年9月28日－1562年11月20日 | 比萨教區主教和樞機                     |
| 琉克蕾西娅          | 1545年6月7日－1561年4月21日   | 1560年嫁给费拉拉和摩德纳公爵阿方索二世 |
| 彼得罗              | 1546年8月10日－1547年6月10日  |                                        |
| 加齐亚              | 1547年7月5日－1562年12月12日  |                                        |
| 安东尼奥            | 1548年－1548年                |                                        |
| 费迪南多            | 1549年7月30日－1609年2月17日  | 托斯卡纳大公                           |
| 安娜                | 1553年－1553年                |                                        |
| 唐·彼得罗·德·美第奇 | 1554年6月3日－1604年4月25日   | 因为不贞而谋杀了自己的妻子             |

1570年，他娶了第二任妻子卡米拉·马尔泰利（1574年去世） 有一个孩子：
| 名字     | 生卒日期                     | 備註               |
| -------- | ---------------------------- | ------------------ |
| 维吉尼亚 | 1568年5月29日－1615年1月15日 | 嫁给摩德纳公爵萨雷 |

他的情妇也给他生了2个孩子，其中乔凡尼被授予继承权。
| 名字             | 生卒日期       | 備註       |
| ---------------- | -------------- | ---------- |
| 乔凡尼           | 1563年－1621年 |            |
| 一个未命名的女儿 | 1566年－1566年 | 洗礼前死去 |

在婚前，科西莫还有一个叫比亚的私生女。